# Вега-Медия-дель-Сегура
Вега-Медия-дель-Сегура (исп. Vega Media del Segura) — район (комарка) в Испании, входит в провинцию Мурсия в составе автономного сообщества Мурсия. Расположен между районами Валье-де-Рикоте и Уэрта-де-Мурсия. Столицей Вега-Медия-дель-Сегура является Молина-де-Сегура. В состав Вега-Медия-дель-Сегура входит 5 муниципалитетов. Площадь района составляет 256 км², а численность жителей — 141 228 человек, что составляет 551,67 чел/км²(на 2019 год).

## Муниципалитеты
1. Альгвасас
2. Арчена
3. Сеути
4. Лас-Торрес-де-Котильяс
5. Лорки
6. Молина-де-Сегура